# Görkem
Görkem (türk. für „Pracht, Prunk; Herrlichkeit“ u. a.) ist ein türkischer, überwiegend männlicher Vorname.

## Namensträger

### Männlicher Vorname
- Yasin Görkem Arslan (* 1988), türkischer Fußballspieler
- Ahmet Görkem Görk (* 1983), türkischer Fußballspieler
- Görkem Sağlam (* 1998), deutsch-türkischer Fußballspieler

### Familienname
- Arda Görkem (* 1998), türkisch-deutscher Schauspieler